# راميريز
راميريز سانتوس دو ناسيمنتو  (بالبرتغالية: Ramires Santos do Nascimento) (مواليد 24 مارس 1987 في ريو دي جانيرو، البرازيل) هو لاعب كرة قدم برازيلي سابق، لعب في مركز خط الوسط.

## وصلات خارجية
- راميريز على موقع الاتحاد الدولي (مؤرشف)  (الإنجليزية)
- راميريز على موقع الاتحاد الأوربي (الإنجليزية)
- راميريز على موقع إي إس بي إن إف سي (الإنجليزية)
- راميريز على موقع قاعدة بيانات كرة القدم.إي يو (الإنجليزية)
- راميريز على موقع ليكيب (الفرنسية)
- راميريز على موقع ناشيونال فوتبول تيمز (الإنجليزية)
- راميريز على موقع Soccerbase.com (لاعب) (الإنجليزية)
- راميريز على موقع Soccerway.com (الإنجليزية)
- راميريز على موقع عالم كرة القدم.نت (الإنجليزية)
- راميريز على موقع أوليمبيديا (الإنجليزية)
- Guardian Stats Centre
- ESPN profile نسخة محفوظة 5 ديسمبر 2012 at Archive.is
- BBC Sport profile نسخة محفوظة 24 مارس 2011 على موقع واي باك مشين.
- Premier League profile
- Player profile on تشيلسي.com